# Campeonato Mundial de Escalada de 2012
El XII Campeonato Mundial de Escalada se celebró en París (Francia) entre el 12 y el 16 de septiembre de 2012 bajo la organización de la Federación Internacional de Escalada Deportiva (IFSC) y la Federación Francesa de Deportes de Escalada.
Las competiciones se realizaron en el Palais Omnisports de Paris-Bercy.

## Medallistas

### Masculino
| Evento             | Oro                                    | Plata                                 | Bronce                             |
| ------------------ | -------------------------------------- | ------------------------------------- | ---------------------------------- |
| Dificultad (16.09) | Jakob Schubert · Austria · 52+         | Sean McColl · Canadá · 47+            | Adam Ondra · República Checa · 41+ |
| Velocidad (16.09)  | Zhong Qixin China                      | Libor Hroza · República Checa         | Dmitri Timofeyev · Rusia           |
| Bloques (15.09)    | Dmitri Sharafutdinov · Rusia · 4T9 4b6 | Kilian Fischhuber · Austria · 3T3 3b3 | Rustam Guelmanov · Rusia · 3T4 3b4 |
| Combinada (16.09)  | Sean McColl · Canadá · 240 pts.        | Thomas Tauporn · Alemania · 182 pts.  | Cédric Lachat · Suiza · 179 pts.   |

### Femenino
| Evento             | Oro                              | Plata                            | Bronce                            |
| ------------------ | -------------------------------- | -------------------------------- | --------------------------------- |
| Dificultad (15.09) | Angela Eiter · Austria · 48+     | Kim Ja-In Corea del Sur 44+      | Johanna Ernst · Austria · 42+     |
| Velocidad (15.09)  | Yuliya Liovochkina · Rusia       | Yuliya Kaplina · Rusia           | Natalia Titova · Rusia            |
| Bloques (16.09)    | Mélanie Sandoz Francia 3T4 3b4   | Olga Yakovleva · Rusia · 3T6 3b6 | Anna Stöhr · Austria · 2T3 4b9    |
| Combinada (16.09)  | Kim Ja-In Corea del Sur 217 pts. | Cécile Avezou Francia 206 pts.   | Petra Klingler · Suiza · 192 pts. |

## Medallero
| Núm. | País            | Oro | Plata | Bronce | Total |
| ---- | --------------- | --- | ----- | ------ | ----- |
| 1    | Rusia           | 2   | 2     | 3      | 7     |
| 2    | Austria         | 2   | 1     | 2      | 5     |
| 3    | Canadá          | 1   | 1     | 0      | 2     |
| 3    | Corea del Sur   | 1   | 1     | 0      | 2     |
| 3    | Francia         | 1   | 1     | 0      | 2     |
| 6    | China           | 1   | 0     | 0      | 1     |
| 7    | República Checa | 0   | 1     | 1      | 2     |
| 8    | Alemania        | 0   | 1     | 0      | 1     |
| 9    | Suiza           | 0   | 0     | 2      | 2     |
|      | TOTAL           | 8   | 8     | 8      | 24    |